# Daguet rouge
Mazama americana
Espèce
Statut de conservation UICN

 DD  : Données insuffisantes
Le daguet rouge (Mazama americana) est une espèce de daguet, appelée "biche rouge" en Guyane française. Il provient des forêts d'Amérique du Sud, du Nord de l'Argentine au Venezuela , ainsi que de Trinidad à Trinidad et Tobago. Le daguet brun du Yucatán (en) (Mazama pandora) et le daguet d'Amérique Centrale (en) (Mazama temama) étaient considérés comme sous-espèces du daguet rouge dans plusieurs travaux datant du XXe siècle ; ce n'est plus le cas depuis 1998 .

## Description
Il mesure environ 70 cm au garrot et peut peser entre 40 et 60 kg.
Seuls les mâles ont des bois, courts.

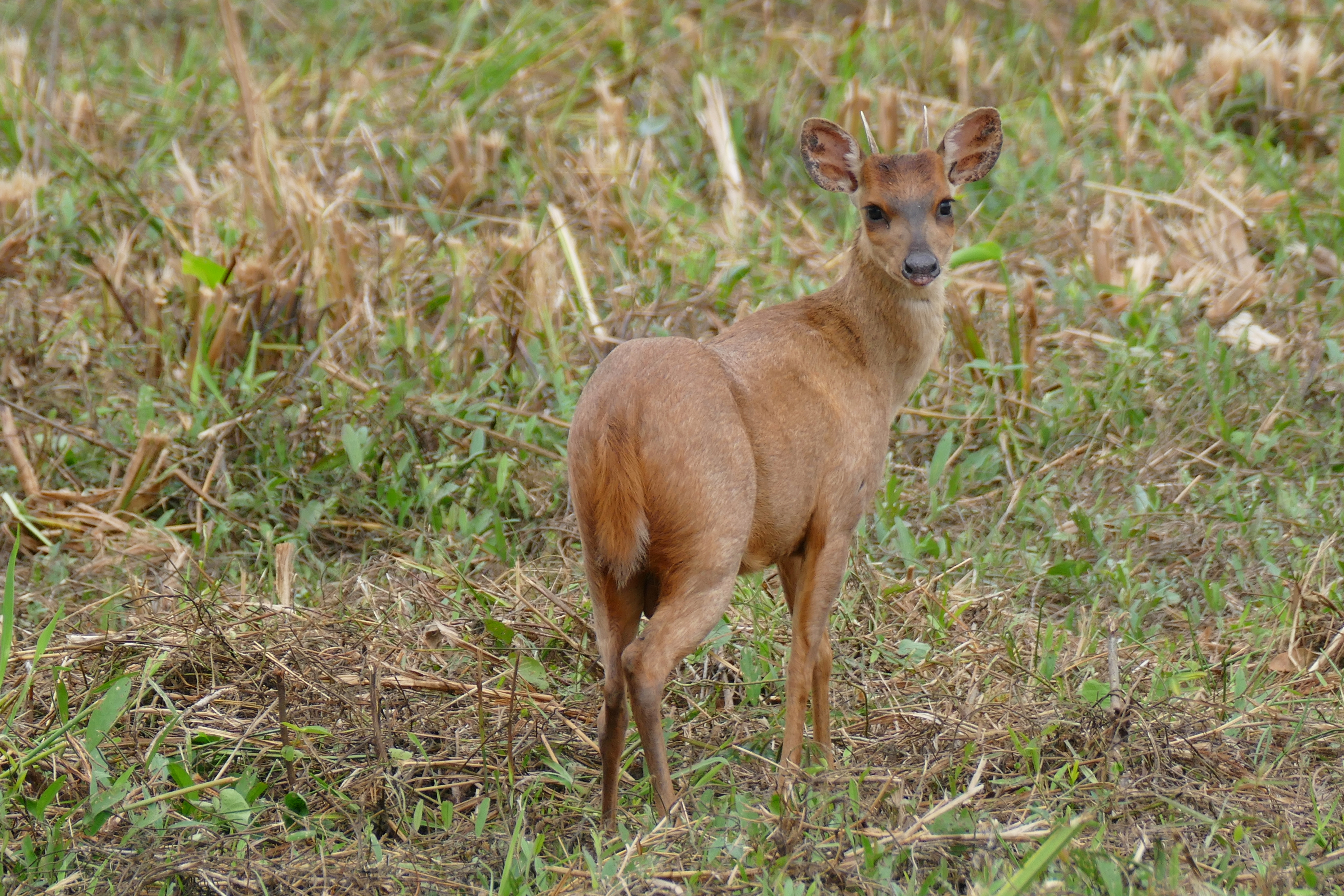
Daguet rouge (Mato Grosso, Brésil)

## Mode de vie et alimentation
C'est un animal solitaire, actif de jour comme de nuit.
Il se nourrit de graines, de fruits, de fleurs, de champignons et de feuilles; c'est un animal herbivore.

## Reproduction

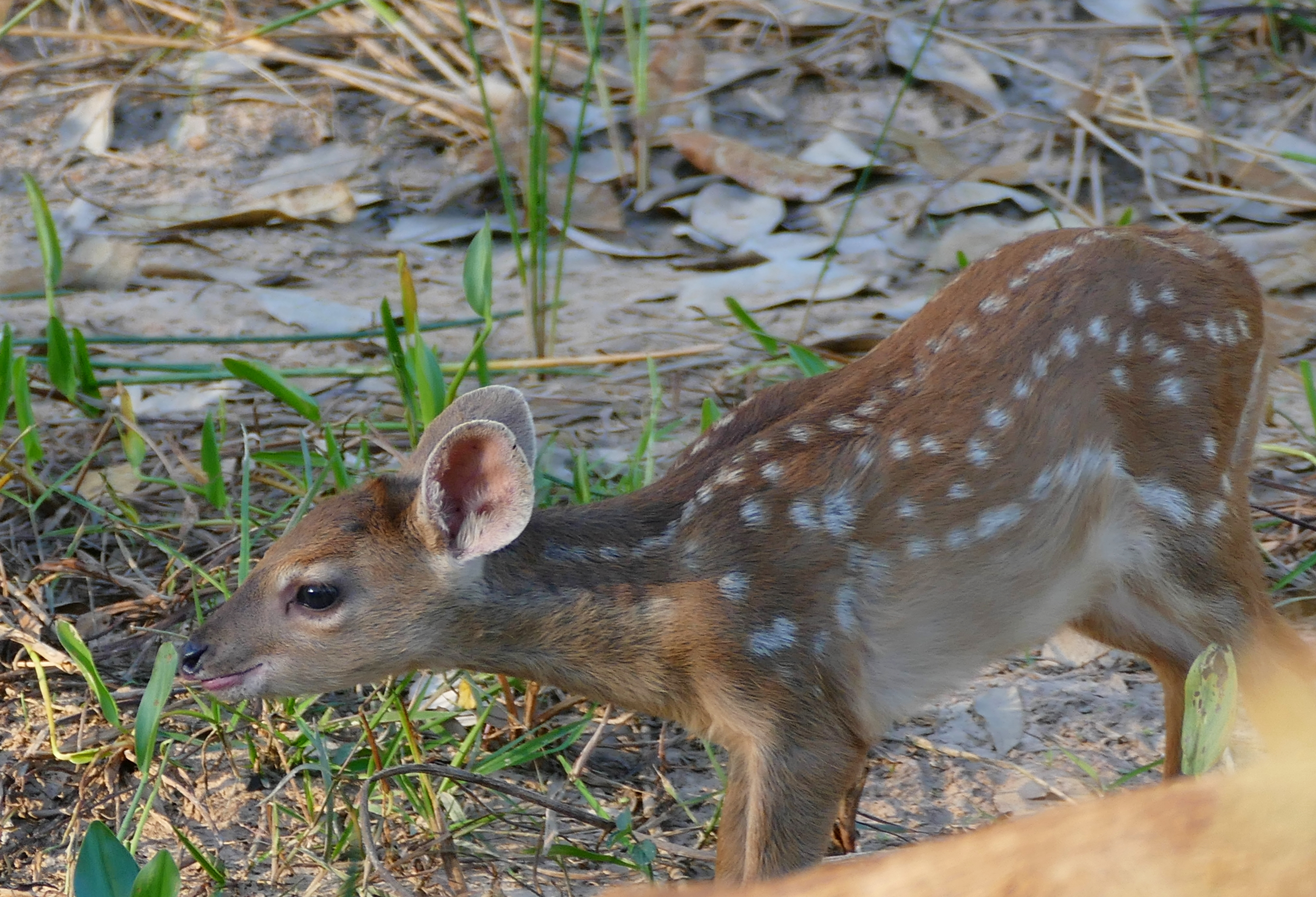
Faon

La biche peut se reproduire à l'âge de un ou deux ans. Elle met au monde un (parfois deux) petit, après 7 mois de gestation. À la naissance, le faon pèse environ 2 kg.